# 泰逢
泰逢，中国古代传说中的吉神，出自《山海经》。形象为人身虎尾，出入有光，可以动天地之气，有变幻莫测的法力。曾经使夏朝君主孔甲迷路。

## 记载
- 《山海经.中山经》：“吉神泰逢司之，其状如人而虎尾，是好居于萯山之阳，出入有光。泰逢神动天地气也。
- 胡文焕 注：“和山多苍玉，有吉神，名泰逢。谓司其吉善者也。状如人，虎尾，好居萯山之阳，出入有光。此神动天地气，其灵爽能兴风雨。